# Ellsworth, Wisconsin
Ellsworth este o localitate care este sediul comitatului Pierce,  statul Wisconsin, Statele Unite ale Americii.